# Caffrowithius harperi
Caffrowithius harperi är en spindeldjursart som beskrevs av Mark L.I. Judson 1991. Caffrowithius harperi ingår i släktet Caffrowithius och familjen blindklokrypare. Inga underarter finns listade.